# Biert (Gerona)
Biert es una entidad de población española del municipio de Canet de Adri, perteneciente a la provincia de Gerona, en la comunidad autónoma de Cataluña.

## Historia
Hacia mediados del siglo XIX, el lugar, por entonces con ayuntamiento propio y formado por 16 casas diseminadas, tenía contabilizada una población de 100 habitantes. La localidad aparece descrita en el cuarto volumen del Diccionario geográfico-estadístico-histórico de España y sus posesiones de Ultramar de Pascual Madoz de la siguiente manera:

BIERT: l. con ayunt. de la prov., part. jud. y dióc. de Gerona (4 leg.), aud. terr. y c. g. de Barcelona: sit. en terreno escabroso á la falda de la montaña de Rocacorva con buena ventilacion y clima saludable: consta de 16 casas diseminadas, y una igl. parr. servida por un cura de ingreso: los vec. se surten de aguas buenas de fuente para beber y demas usos domésticos. Confina el térm. con Camos de San Vicens, Rocacorva y Pujarnol. El terreno es de inferior calidad, y mucha parte está inculto por su aspereza; tiene bosques de maleza y poco arbolado. Los caminos son locales. prod.: trigo mezclado, maiz, legumbres, hortaliza, y vino con escasez. pobl.: 18 vec. de catastro, 100 alm. cap. prod.: 597,600 imp.: 14,940.
(Madoz, 1846, p. 314)

En 2022, la entidad singular de población de Biert, perteneciente al municipio de Canet de Adri, contaba con una población de 23 habitantes empadronados.